# Simbolismo budista

O Dharmacakra. Os oito aros representam o Nobre Caminho Óctuplo do Budismo.

O simbolismo budista apareceu a partir de por volta do século III a.C., e começou como um simbolismo anicônico, evitando representações diretas do Buda. O simbolismo antropomórfico apareceu por volta do século I a.C. com as artes de Matura e a arte Greco-Budista de Gandara, e foi combinado com os símbolos anteriores. Várias inovações simbólicas foram introduzidas posteriormente, especialmente através do Budismo Tibetano.

## Símbolos anicônicos iniciais
Entre os símbolos mais antigos e comuns do Budismo estão a estupa, Roda do Dharma e a Flor de lótus. A roda do Dharma, tradicionalmente é representada por oito aros, pode ter uma variedade de significados. Inicialmente significa apenas rotatividade (conceito do Monarca da Roda ou Chakravatin), mas começou a ser usado em um contexto budista no Pilares de Asoca durante o terceiro século antes de Cristo. A Roda do Dharma é geralmente vista como uma referencia ao processo histórico de ensino do Bodhidharma; os oito raios refere-se ao nobre caminho óctuplo. A lótus pode ter vários significados, geralmente referindo-se ao puro potencial inerente da mente.